# Narodni park Butrint
Narodni park Butrint (albansko Parku Kombëtar i Butrintit) je narodni park v okrožju Vlora v južni Albaniji. Je 18 kilometrov južno od Saranda. Park obsega 9424 ha hribovitega terena s sladkovodnimi jezeri, mokrišči, solinami, odprtimi planotami, trstičevjem in otoki. Ohranjevalni pomen parka se odraža v velikem številu vrst z več kot 1200 različnimi živalmi in rastlinami. Njegov mandat vključuje zaščito jezera in lagune Butrint, naravnega kanala Vivari, otočkov Ksamil in tudi arheološkega najdišča, ki zagotavlja dragocene ostanke starodavnih civilizacij.
Butrint je strateško lociran v vzhodnem delu Krfskega preliva na skrajnem jugu države. Razprostira se po polotoku, ki ga obkrožata jezero Butrint in kanal Vivari. Kanal povezuje jezero z Jonskim morjem skozi ozko peščeno gredo. Park leži v neposredni bližini morja in ima blago sredozemsko podnebje. To pomeni, da so zime mile, poletja pa vroča in suha.
Arheološka dediščina Butrinta je eno najpomembnejših arheoloških najdišč v državi, ki vsebuje različne artefakte in strukture, ki segajo od železne dobe do srednjega veka. Številni spomeniki so še vedno ohranjeni, med drugim mestno obzidje, poznoantična krstilnica, velika bazilika, rimsko gledališče in dva gradova. Starodavno mesto je v naravnem gozdu s kompleksnimi ekosistemi, ki so odvisni od bližnjega jezera in kanala. Kljub temu je prav ta kombinacija kulturnih spomenikov in naravnega okolja tisto, zaradi česar je Butrint tako edinstven kraj.
Svetovna zveza za varstvo narave (IUCN) je park uvrstila v kategorijo II. Leta 1992 se je arheološko najdišče uvrstilo na Unescov seznam svetovne dediščine. Laguna je bila nadalje priznana kot mokrišče mednarodnega pomena z oznako po Ramsarski konvenciji. Kljub temu je jezero Butrint pomembno območje za ptice in rastline, saj je bogato s pomembnimi vrstami ptic in rastlin mednarodnega pomena.

## Uprava
Narodni park Butrint je bil ustanovljen z odlokom št. 82 2. marca 2000 z namenom ohranjanja naravnih ekosistemov in krajine z njihovimi rastlinskimi in živalskimi združbami in habitati ter kulturno dediščino. Ozemlje parka je bilo večkrat razširjeno, dokler ni leta 2005 doseglo sedanjega območja. Upravlja ga direktorat, ki je podrejen Ministrstvu za okolje Albanije s sedežem v Sarandë. Park je postal pomembno središče kulturnega upravljanja in odličen zgled upravljanja s to dediščino. S podporo albanskih institucij, Fundacije Butrint, Svetovne banke in Unesca se je stanje izboljšalo do te mere, da je UNESCO leta 2005 mesto umaknil s seznama ogrožene svetovne dediščine. Park je ustanovilo Ministrstvo za kulturo v partnerstvu z UNESCO, ICCROM in ICOMOS. Osnovni namen je bil ustvariti trajnostni vir kulturne dediščine, ki bi vključeval lokalne skupnosti in nacionalne institucije, ki bi služil kot model za druge parke po državi.
Danes je to velik center za arheološke in konservatorske izobraževalne šole, ki jih organizira Fundacija Butrint v sodelovanju z albanskimi inštituti za arheologijo in spomenike, tujimi univerzami ter mednarodnimi strokovnjaki in svetovalci. Obstaja aktiven program dogodkov v gledališču, koncerti in predstave ter programi za obveščanje lokalnih šol in fakultet. Leta 2010 so nacionalne oblasti v Ksamilu porušile več kot 200 nezakonitih objektov, ki so kršili glavni načrt mesta in celovitost narodnega parka Butrint. Ostanke porušenih stavb oblasti še niso odstranile.

## Geografija
Narodni park Butrint obsega 9424,4 ha (94,244 km²) v okrožju Vlora v jugozahodnem kotu Albanije ob Jonskem morju. Leži večinoma med zemljepisnimi širinami 39° in 44° S ter zemljepisnimi dolžinami 20° in 1° V. Po cesti so ostanki Butrinta kakšnih 18 kilometrov južno od mesta Saranda in nekaj kilometrov severno od kopenske meje med Albanijo in Grčijo. Po Köppenovi podnebni klasifikaciji park doživlja sredozemsko podnebje (Csa in Csb) z deževnimi zimami in suhimi, toplimi do vročimi poletji. Park prejme 1500 milimetrov padavin letno.
Butrint je del raznolike hidrografske mreže, ki jo sestavljajo tokovi več rek, lagun in jezer. Reke so kratke, strme in zanje je značilna velika količina vode. Park obsega jezero Butrint na severozahodu, jezero Bufi na jugovzhodu, reko Bistrico na severu, pogorje Mile na zahodu in reko Pavllo na jugu.
Jezero Butrint je največje jezero in njegov vodni režim je značilen za obalno laguno. Dolgo je 7,1 km in široko 3,3 km, s površino 16,3 km2. Z mezotrofnimi vodami z evtrofnimi tendencami je limnologija jezera razdeljena na dve različni plasti. Kanal Vivari povezuje jezero z Jonskim morjem. Jezero Bufi leži približno 2 m nad morsko gladino na jugovzhodu jezera Butrint, s skupno površino 83 hektarjev (0,83 km2). Njegove odvečne vode se nato po nekdanjem kanalu odvajajo v južno jezero Butrint.

## Biotska raznovrstnost

### Rastlinstvo
Zaradi raznolikih geoloških in hidroloških razmer ter mozaične razporeditve različnih tipov habitatov je lega parka tudi eden od glavnih razlogov za veliko raznolikost živalstva in rastlinstva. Park fitogeografsko spada med Ilirske listnate gozdove kopenske ekoregije sredozemski gozdovi in makija. Razpoložljivost vode v obliki rek, jezer in mokrišč, na katero vpliva konfiguracija terena, močno vpliva na biotsko raznovrstnost tega območja. Rastlinstvo parka obsega več kot 800 do 900 vrst, kar predstavlja 27 % celotnega števila vrst v Albaniji.
Plitke obalne lagune so skalnate z obsežnimi ležišči školjk, globina vode pa je višja kot na drugih območjih. Pokrite so z gostimi travami phragmites in typha latifolia. Obstajajo tudi podvodni travniki, na katerih prevladujeta zostera noltei in ruppia cirrhosa. Znotraj arheološkega najdišča ter južnih in vzhodnih pobočij Sotire večino območja zavzemajo zimzeleni gozdovi. Poleg tega je vertikalno razdeljen na tri ločene vegetacijske cone. Zgornji nivo drevesa pokrivata črničevje in navadni lovor, ki prevladujeta nad ostalimi rastlinami, kot so poljski brest, ozkolistni jesen (Fraxinus angustifolia) in hrast Quercus macrolepis. Grmičasto raven predstavljajo robida Rubus ulmifolius, enovrati glog, zimzelena vrtnica (Rosa sempervirens), navadni bršljan in južni srobot (Clematis viticella). Poleg tega na zeliščnem nivoju med drugim prevladujejo beluši, navadna lakota, lopatičasta zlatica (Ficaria verna) in navadna krvenka (Lythrum salicaria).
Morska pozejdonovka (Posidonia oceanica) je večinoma razširjena vzdolž obalnega morskega dna, od rta Stillo do kanala Cuka, medtem ko sta cymodocea nodosa in zostera noltei razširjeni ob ustju reke Pavlo. Ob pečinah sta slanost in skalnat teren povzročila zmanjšano ali slabo floristično sestavo. Sestavljajo jih vrste, kot so navadni morski koprc (crithmum), plazeča pirnica (elymus pycnanthus) in Limbarda crithmoides.

### Živalstvo
Park vsebuje raznoliko zbirko živali z več kot 400 vrstami, razporejenimi po habitatih in ekosistemih parka. Znano je, da se znotraj meja parka pojavlja najmanj 39 vrst sesalcev, 246 vrst ptic, 25 vrst plazilcev, 10 vrst dvoživk in 105 vrst rib.
Gozdovi in grmičevje parka predstavljajo pomembno zatočišče za 39 vrst sesalcev, od katerih je 14 vrst uvrščenih med svetovno ogrožene. Kuna belica uspeva na robovih gozdov in na odprtih pobočjih parka. Zlatega šakala in navadne lisice običajno najdemo na travniku, kjer se prehranjujejo predvsem z majhnimi glodavci, medtem ko se sivi volk v parku pojavlja le pozimi. Izjemna je prisotnost vidre, ki jo najdemo v potokih in jezerih, in je zaščitena z mednarodnimi konvencijami.
Obalne vode okoli parka obiskujejo delfini, kot so velika pliskavka, kratkokljuni navadni delfin (Delphinus delphis) in občasno tudi navadni progasti delfin (Stenella coeruleoalba). Park je eden zadnjih preostalih gnezditvenih habitatov za ogroženo sredozemsko medvedjico, ki je prisotna na skalah in votlinah parka. Morske želve niso tako redke v plitvih obalnih vodah parka. Obstajata dve vrsti morskih želv, kot sta glavata kareta in orjaška usnjača (Dermochelys coriacea), ki sta navedeni kot ogroženi ali ogroženi s strani državnih organov.
Park je bogat s ptičjim življenjem z več kot 246 vrstami, ki živijo v različnih habitatih po vsem ozemlju. Številne od teh ptic so gnezdilke, druge pa so selivke, ki potujejo po jadranski poti. Najpomembnejše ptice, ki naseljujejo park so: planinski orel, sokol selec, kotorna, kobilar in kanja. Zalivi in estuariji vzdolž obale Jonskega morja so kraj za prezimovanje pomembnih ptic. Mokrišča služijo kot prehranjevalna in počivališča za sivko (Aythya ferina), kormorana, čopastega ponirka, lisko in rečnega galeba (Chroicocephalus ridibundus). Trstične gredice uporabljajo zelenonoga tukalica, mokož, pepelasti lunj, rjavi lunj, Acrocephalus melanopogon in Remiz pendulinus. Močvirja ponujajo krmišče za malo belo čapljo, rdečenogega martinca (Tringa tetanus), zlato prosenko (Pluvialis apricaria) in spremenljivega prodnika (Calidris alpina)). Večina vodnih ptic je zgoščenih v obalnih močvirjih, kot so veliki škurh (Numenius arquata), rdečenogi martinec in čigra Thalasseus sandvicensis.
Dokumentiranih je 10 vrst dvoživk, čeprav te vrste obstajajo v velikem številu, večinoma naseljujejo gozdove in grmovje. Najpogostejše vrste dvoživk so navadni močerad, Triturus cristatus, navadna krastača in grška potočna žaba (Rana graeca). Pestrost plazilcev v Butrintu je tudi bogata, višja kot katero koli drugo zavarovano območje v regiji. Skupaj je bilo popisanih 25 vrst. Predstavljajo jih balkanski zeleni kuščar (Lacerta trilineata), navadni slepec in navadni gož.
Kar zadeva morje, vodna telesa parka obiskuje 105 vrst rib. Najštevilčnejše vrste so glavati cipelj, Chelon ramada, debelousti cipelj (Chelon labrosus), rečna jegulja, oslič in navadni koreselj.

## Znamenitosti
Bogata zgodovina Butrinta je pustila pomembne sledi na ozemlju parka. Glavni arhitekturni spomeniki v parku so rimsko gledališče, Dionizov oltar, nimfej, terme, gimnazij, forum, akvadukt, templja Minerve in Asklepija, Levja vrata in krstilnica, ki so v južni Albaniji in so od leta 1992 na seznamu Unescove dediščine.
Rimsko gledališče Butrint je med najbolje ohranjenimi zgradbami v mestu. Je tik pod akropolo in gleda navzven nad kanal Vivari. Gledališče je bilo zgrajeno v 3. stoletju pred našim štetjem, morda na obzidju starejšega in manjšega gledališča. V rimskem obdobju je doživelo številne prenove in dozidave. Nad dvema vhodoma v gledališče so zgradili lože za višji sloj. Tudi avditorij je bil povečan, da bi lahko sprejel naraščajoče prebivalstvo mesta v tistem času.
Grad Ali Paša Tepelena leži znotraj majhnega otoka ob ustju kanala Vivari in je poimenovan po albanskem vladarju Ali paši iz Ioannine, ki je vladal nad pašalukom Janina in se celo poskušal kosati z Deyem iz Alžira. Grad je majhna pravokotna zgradba z dotrajanimi zidovi. Ob vogalih sta dva dotrajana okrogla stolpa za topove na morski strani in dva neenakomerno velika dotrajana kvadratna stolpa, opremljena s strelnimi linami ali okni.
Druga pomembna znamenitost so Levja vrata in eden od šestih vhodov v mesto iz 4. stoletja pr. n. št. Napisi prikazujejo leva, ki naj bi pojedel bika. Lev simbolizira prebivalce mesta in bik njihove sovražnike. Vrata imajo zelo ozek prehod, da lahko vstopi čim manj ljudi hkrati.
Na zahodu parka se razprostirajo kamniti otočki Ksamil, ki so oddaljeni in so dostopni le s čolnom. Čeprav sta dva otočka povezana z ozkim pasom peska. V vodah pogosto opazimo delfine, kot sta kratkokljuni navadni delfin in velika pliskavka.